# 劉嘉城
劉嘉城（Lau Ka Shing），1989年8月13日—，香港足球運動員，擔任前鋒位置，現時效力香港甲組足球聯賽球會愉園。因涉嫌打假波遭廉政公署拘捕。

## 職業生涯
劉嘉城出道於流浪青年軍，於2007年獲提升到甲組隊。流浪降班後，跟隨總監李輝立轉投新球隊四海。
在甲組征戰三季後，由於紀律欠佳而遭放棄，曾暫別職業球員身份而轉戰香港乙組足球聯賽和澳門甲組足球聯賽。
2011年，身為天水圍居民的劉嘉城，以借用形式加盟天水圍飛馬。惟在飛馬效力一季後未獲留用，遂重返愉園。
2014年1月7日，因涉嫌打假波遭廉政公署拘捕。

## 外部連結
- 香港足總網頁球員註冊資料 （页面存档备份，存于）
- 愉園足球隊球員資料[永久]